# Goldener Hirsch (Ichenhausen)

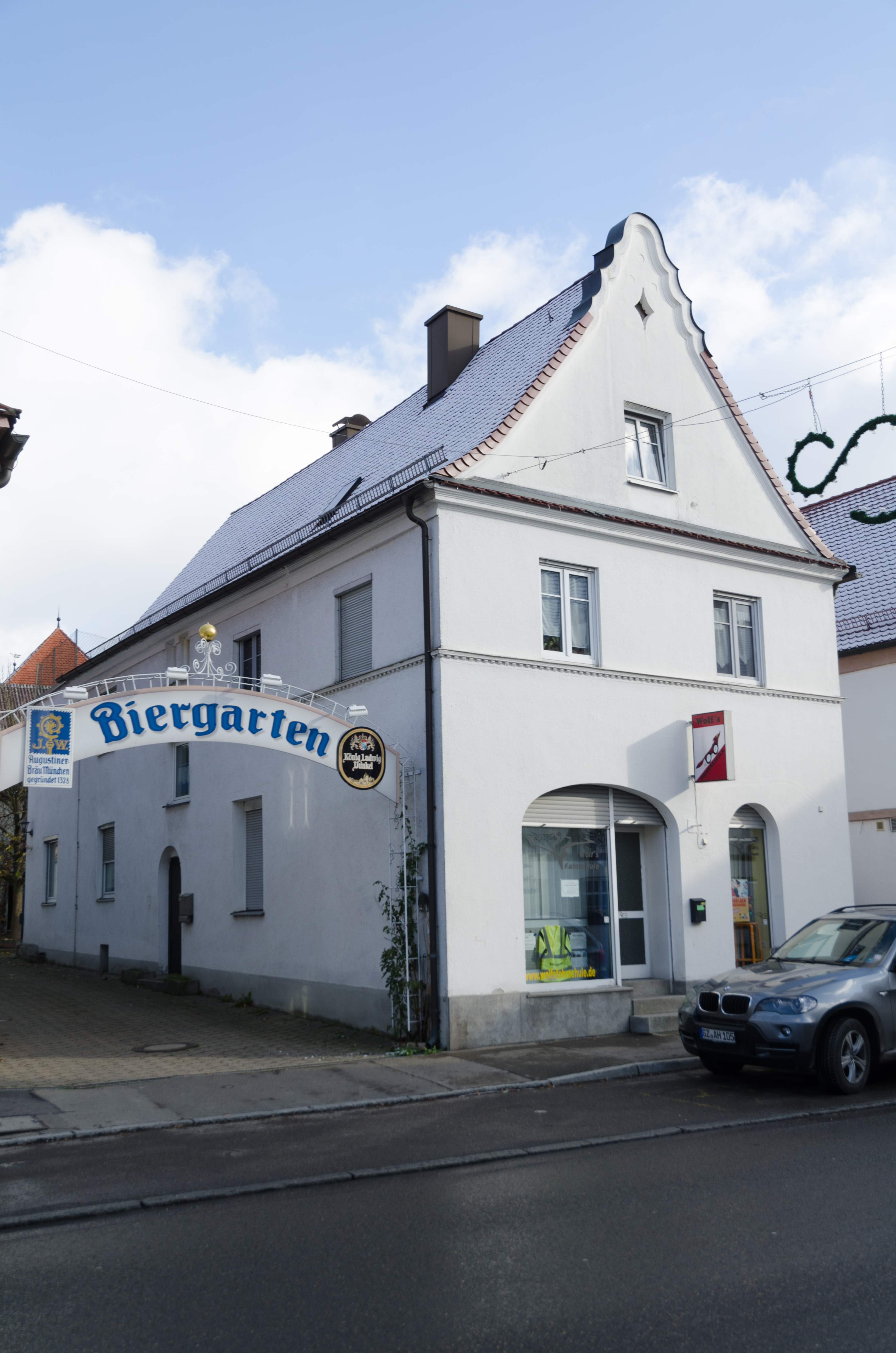
Goldener Hirsch in Ichenhausen

Das Gasthaus und ehemalige Brauhaus Goldener Hirsch in Ichenhausen, einer Stadt im schwäbischen Landkreis Günzburg in Bayern, wurde 1832 errichtet. Das Gasthaus an der Heinrich-Sinz-Straße 3 ist ein geschütztes Baudenkmal.
Der zweigeschossige Schweifgiebelbau mit zwei zu vier Fensterachsen besitzt einen neuzeitlichen Ladeneinbau an der Straßenseite.